# 546845 Wulumuqiyizhong
546845 Wulumuqiyizhong este o planetă minoră (asteroid) din Inner Main Belt⁠(d). A fost descoperită pe 21 decembrie 2011 la  de . 
Obiectul prezintă o orbită caracterizată de o semiaxă mare de 1,8978101634877 UAi, o excentricitate de 0,059451155242146, o înclinație de 19,159087254454 ° în raport cu ecliptica.